# Famille Minelli
Pour l’article homonyme, voir Minelli.
 (août 2024).
La famille Minelli est une famille patricienne de Venise, originaire de Bergame.

## Histoire
Lorenzo Minelli paya la taxe de guerre de 100 000 ducats et fut agrégé le 27 mars 1650 à la noblesse de Venise, de même que ses deux fils et deux neveux.

## Armes

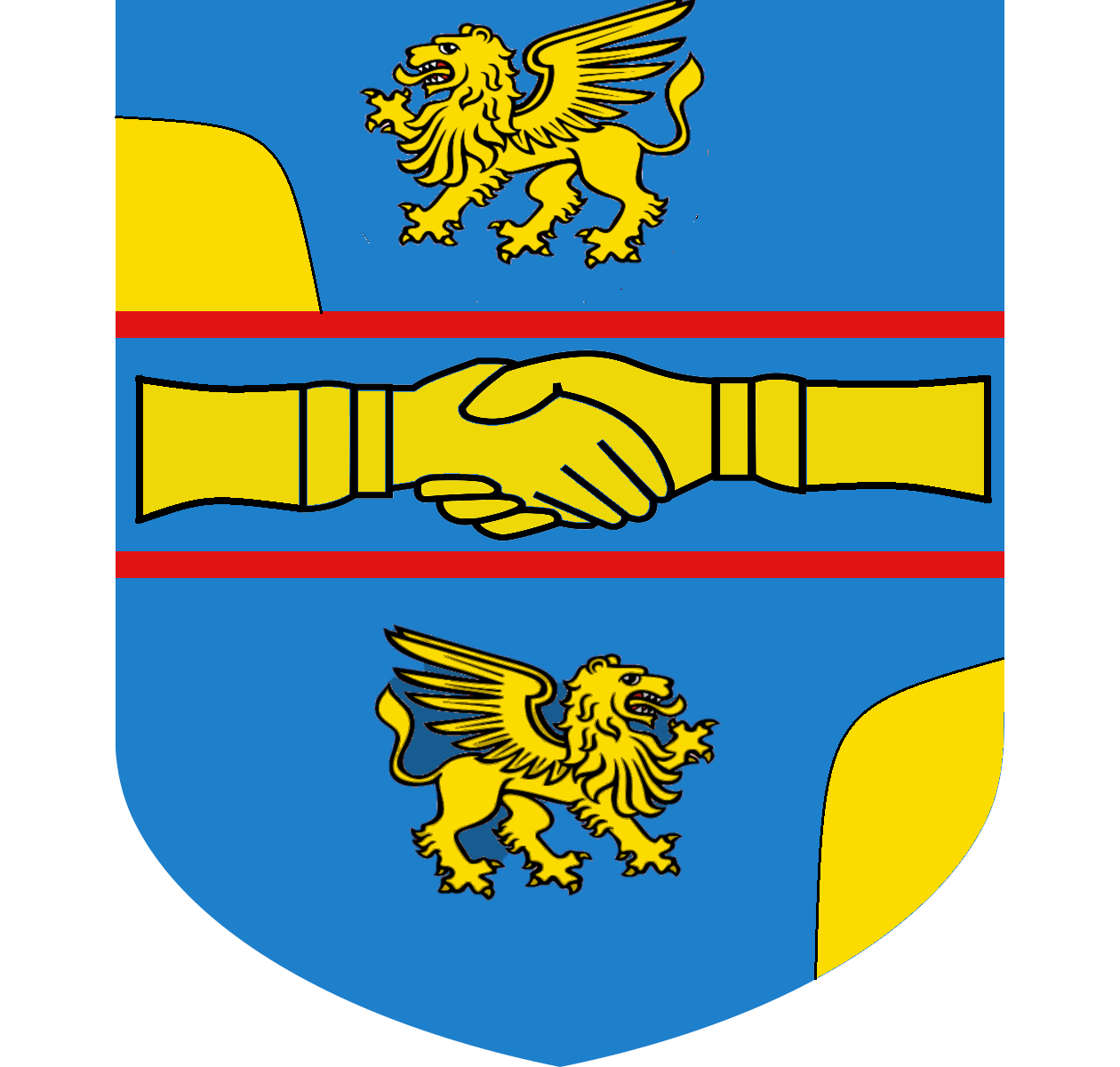
armes des Minelli (Venise)

Les armes des Minelli se composent d'azur avec deux cotices d'or qui séparent la face du chef et de la pointe. L'une et l'autre de celles-ci sont chargées d'un lion d'or passant vers une montagne de même, le premier acheminé vers la droite et l'autre vers la gauche de l'écu, et en face une Foi ou deux mains empaumées, d'argent, les bouts des bras vêtus d'étoffe d'or.

## Demeures
- Palais Minelli Spada
- Petit Palais Minelli

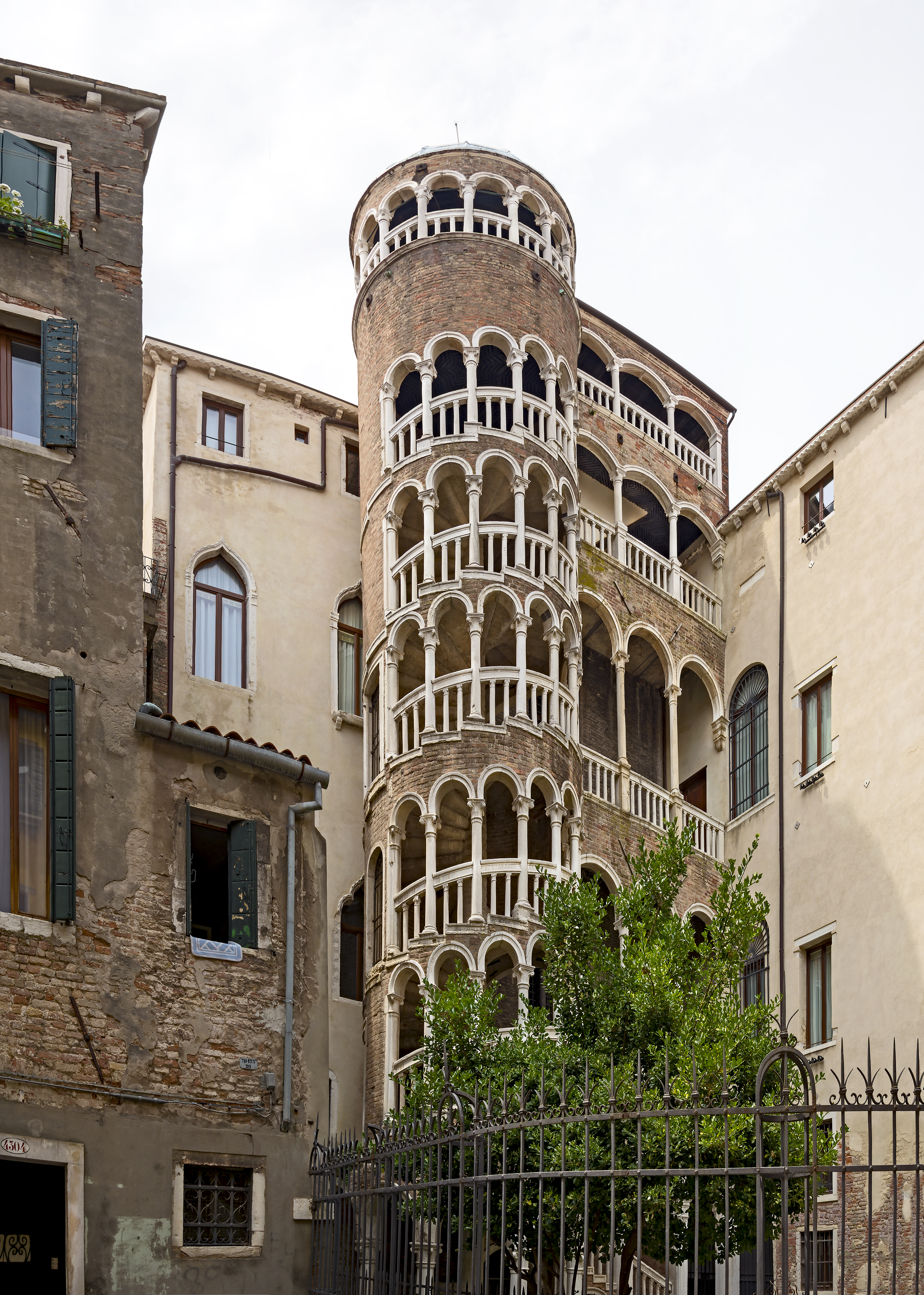
Palais Contarini Minelli dal Bovolo : Le fameux escalier

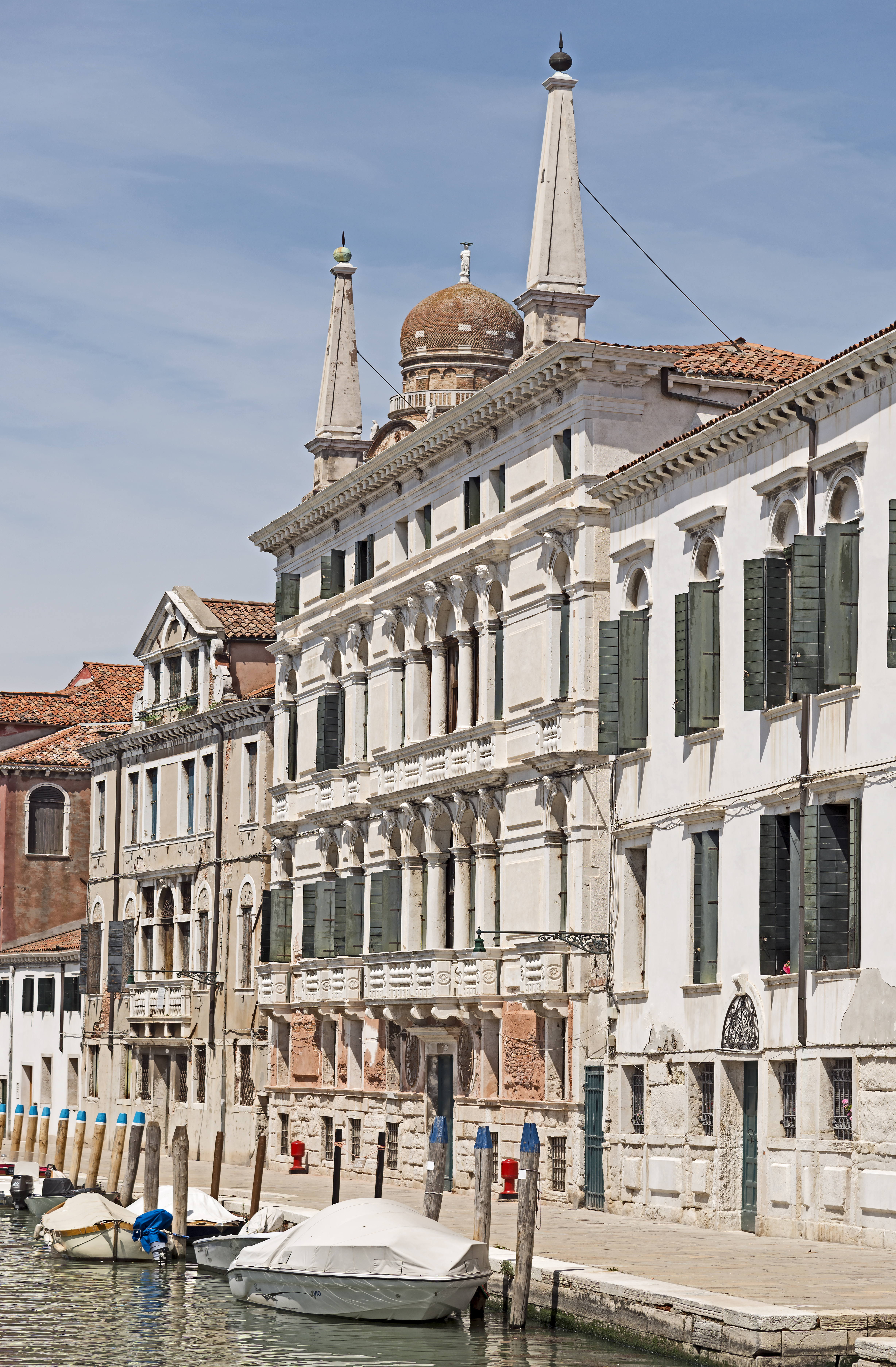
Palais Minelli-Spada à Cannaregio

- Palais Contarini Minelli dal Bovolo